# Wilhelm (hrabia Celje)
Wilhelm Cylejski (niem. Wilhelm von Cilli) (zm. 19 sierpnia 1392) – hrabia Cilli (Celje).
Był synem Ulryka II i bratankiem Hermana I, hrabiów Celje.
30 września 1372 roku cesarz Karol IV Luksemburski potwierdził tytuł hrabiowski Wilhelma oraz jego stryja Hermana I. Po śmierci Hermana I w 1385 roku współrządził z jego synem Hermanem II.
6 kwietnia 1380 r. poślubił Annę, córkę Kazimierza III Wielkiego. Miał z nią córkę Annę, późniejszą żonę Władysława II Jagiełły.